# Železniška nesreča v Zagrebu (1974)
Železniška nesreča v Zagrebu se je zgodila 30. avgusta 1974 ob 22:40 na vzhodnem vstopu v Železniško postajo Zagreb in je najhujša železniška nesreča na Hrvaškem, hkrati tudi najhujša železniška nesreča vseh časov v Jugoslaviji in ena najhujših v Evropi.
V nesreči je bil udeležen ekspresni potniški vlak na relaciji Atene–Beograd–Zagreb–Dortmund s približno 400 potniki, med katerimi so bili večinoma izseljenski delavci, ki so se vračali s poletnih počitnic na delo v Zahodno Nemčijo.
Vlak je prevozil rdečo luč in s hitrostjo 104 km/h zapeljal na postajo, namesto dovoljene 40 km/h, kjer je zadel v peron, iztiril in se prevrnil. V nesreči je umrlo 153 potnikov, nekateri med njimi zaradi električnega udara, saj je vlak med prevračanjem podrl več drogov električne napeljave. Z identifikacijo izmaličenih trupel so imele oblasti hude težave, zato je bilo 41 neidentificiranih žrtev pokopanih v skupnem grobu na osrednjem zagrebškem pokopališču Mirogoj. Josip Broz Tito je po nesreči razglasil dan žalovanja.
Kasnejša preiskava je izključila tehnične napake, zato sta bila za povzročitev nesreče obtožena strojevodja (Nikola Knežević) in njegov pomočnik (Stjepan Varga), ki sta jo preživela. Preživeli potniki so navedli, da vlak ni upočasnil niti med prevažanjem železniških postaj Ludina in Novoselec, približno uro pred Zagrebom, in da se je nevarno nagnil. Preiskovalci si niso bili edini ali sta bila pod vplivom alkohola ali sta samo zaspala, vendar je bil najverjetnejši vzrok izčrpanost; oba sta tisti mesec opravila že po 300 ur dela in sta bila pred nesrečo brez počitka delala že 51 ur. Kljub tej olajševalni okoliščini je bil strojevodja obsojen na 15-letno zaporno kazen, njegov pomočnik pa na osemletno. Ni izključeno, da sta zaradi zamujanja vlaka, ki je bilo posledica nizkega standarda prometne infrastrukture, s pospešitvijo vožnje želela doseči zagrebško železniško postajo v rednem času.
Lokomotiva iztirjenega vlaka se danes nahaja v Hrvaškem železniškem muzeju.